# Понизовье (деревня, Руднянский район)
Понизовье — деревня в Руднянском районе Смоленской области России. Входит в состав Понизовского сельского поселения. Население — 114 жителей (2007 год). 
Расположена в западной части области в 35 км к северу от Рудни, в 24 км западнее автодороги Р133 Смоленск — Невель. В 37 км южнее деревни расположена железнодорожная станция Рудня на линии Смоленск — Витебск.

## История
В годы Великой Отечественной войны деревня была оккупирована гитлеровскими войсками в июле 1941 года, освобождена в октябре 1943 года.